# Ninfas dafneas

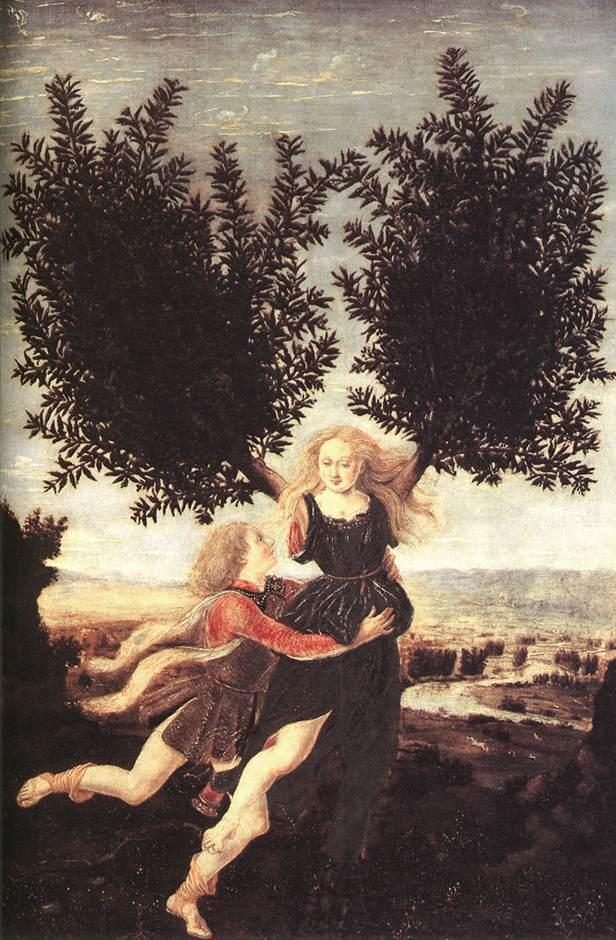
La ninfa Dafne oró por su rescate cuando fue perseguida por el dios Apolo. Cuando él la tocó, ella se convirtió en laurel. Esta es una historia de las 'Metamorfosis' de Ovidio. Tales fábulas paganas eran populares.

En la mitología griega las Ninfas dafneas o dafníades (en griego Νύμφαι δαφναῖαι) eran las ninfas de los árboles de laurel. Al igual que las dríades, las Ninfas dafneas son espíritus de los árboles.
Su nombre proviene de Dafne ("laurel"), una ninfa que fue pretendida por Apolo y para escapar de él suplicó a los dioses que la convirtieran en un árbol de laurel.
Aparecen en leyendas relatadas por Nono de Panópolis. En una de ellas, una hamadríade dafnea sufre las consecuencias de los destrozos producidos por Tifón: tiene que desprenderse de su árbol y teme ser perseguida por un dios; en otra, mientras Dioniso está luchando en la India, el rey Deríades contraataca al mando de un ejército de indios y aparecen los dioses para rescatar a algunos personajes. Entre ellos, Apolo rescata a las Ninfas dafneas.